# باغ آلبالو (فیلم ۱۹۷۴)
باغ آلبالو (انگلیسی: The Cherry Orchard) فیلمی است که در سال ۱۹۷۳ منتشر شد.